# Maschera

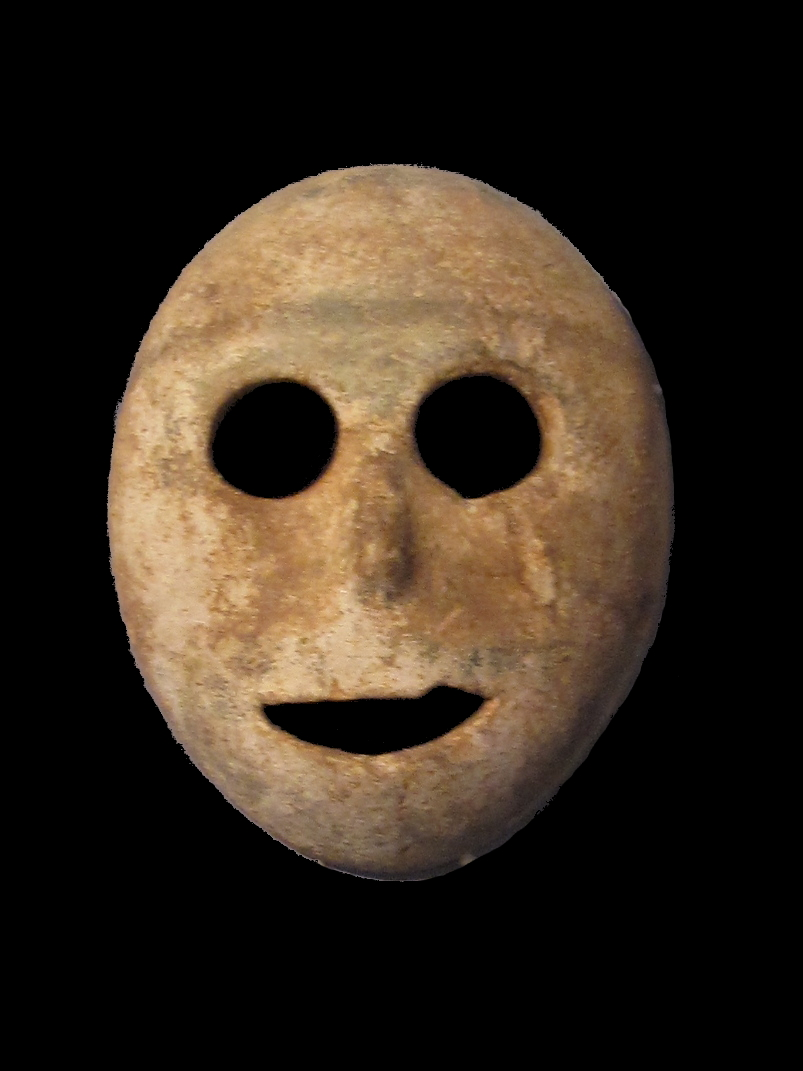
Maschera in pietra del neolitico preceramico (7000 a.c.) custodita al Musée "Bible et Terre Sainte", Parigi

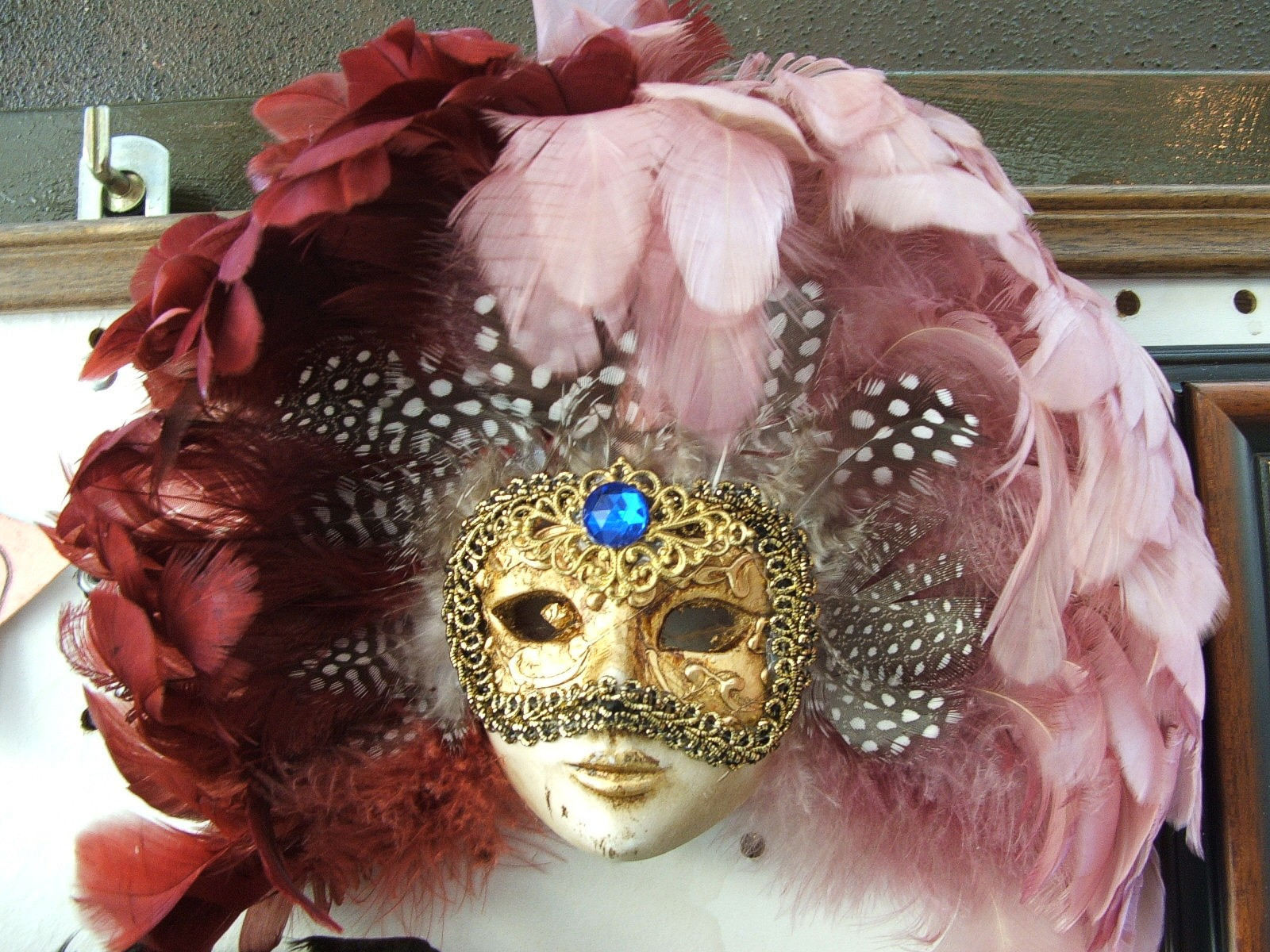
Maschera di stile veneziano

Una maschera è un oggetto o indumento utilizzato per coprire parzialmente o totalmente il volto, a fini protettivi, cerimoniali, di intrattenimento e spettacolo o di travestimento, eventualmente integrata da un costume.
Di solito segue la forma di un volto umano e presenta fessure per gli occhi, la bocca e il naso, e può essere fatta di cartapesta, plastica, legno o altri materiali. Maschere diverse hanno usi diversi, come proteggere il volto di un atleta o di un lavoratore in un'industria pericolosa, prevenire l'inalazione di tossine, riscaldarsi, divertirsi, nascondere il volto allo scopo d'impedire l'identificazione o di emulare un personaggio.

## Origine del nome

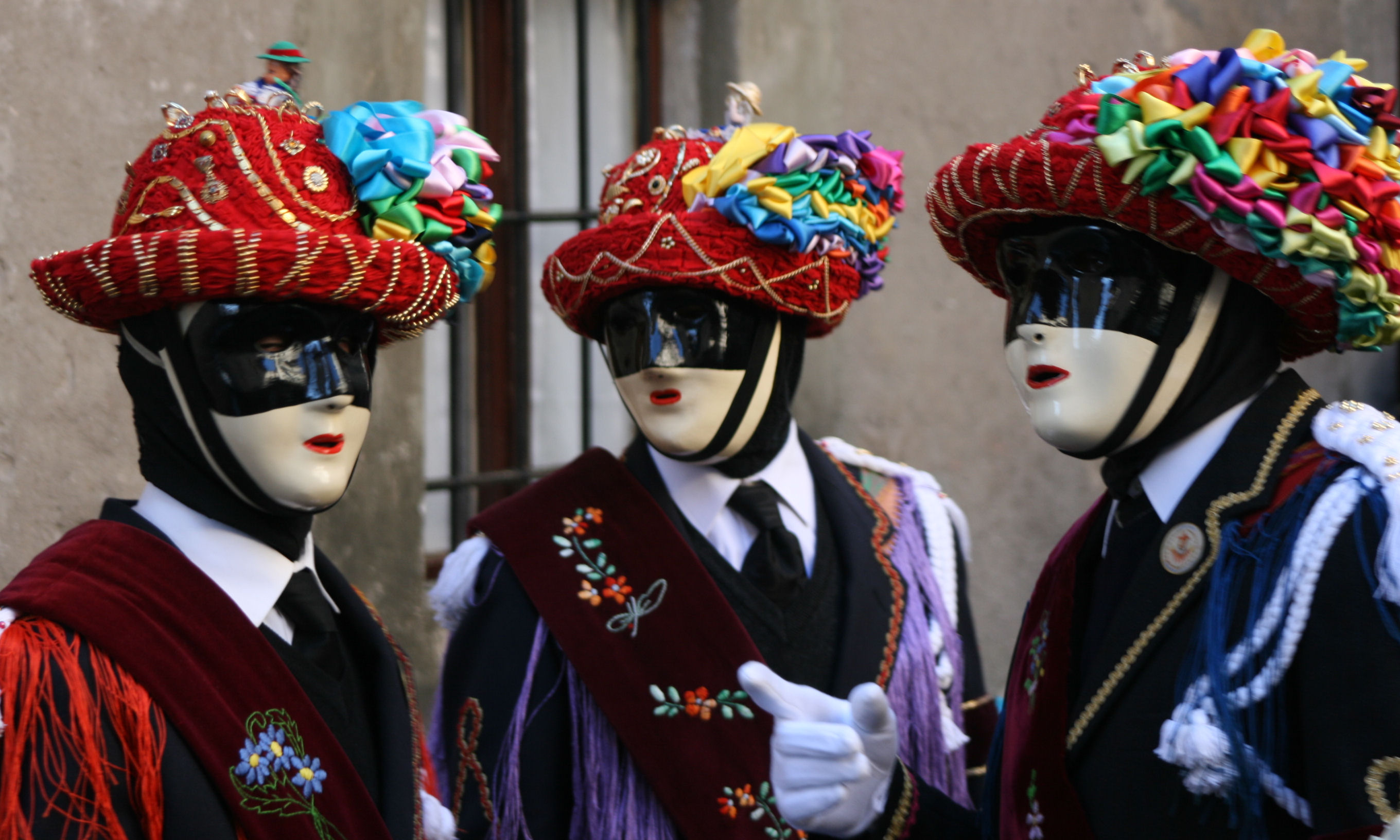
Carnevale di Bagolino, ballerini con i tipici costumi

Incerto l'etimo della parola: una prima ipotesi lo vorrebbe di origine preindoeuropea, da masca ("fuliggine", "fantasma nero"). Una seconda ipotesi, non incompatibile con la prima, lo deriverebbe dal latino tardo e medievale masca.
Si trova traccia dell'origine del termine nell'antico alto tedesco  e nel provenzale masc, stregone. Dal significato originale si giunge successivamente a quello di fantasma, larva, aspetto camuffato per incutere paura. L'evoluzione linguistica portò probabilmente all'aggiunta di una ‘r’ facendo assumere al termine la forma dapprima di mascra e successivamente di mascara.
Alcuni studiosi hanno suggerito una derivazione dell'etimo dalla locuzione araba maschara o mascharat, buffonata, burla, derivante dal verbo sachira, deridere, burlare, importata nel linguaggio medievale dalle crociate. Tuttavia tale vocabolo è già presente in alcuni testi anteriori alle crociate.
Il Dizionario etimologico italiano di Carlo Battisti e Giovanni Alessio lo riconosce come relitto del sostrato pregallico, riconducibile al termine baska da cui abbiamo il verbo francese rabacher (antico francese rabaschier), fare fracasso.
Si è dunque probabilmente giunti ad una sorta di processo di assimilazione all'interno del significante 'maschera' sia dell'aspetto primordiale di 'anima cattiva' o 'defunto', sia di un aspetto goliardico e festoso.

## Storia

### Antica Roma
Testimone illustre dell'utilizzo rituale della maschera è Virgilio, che in un passo delle Georgiche (Georgiche II, 380 sgg.), descrive le maschere indossate in onore di Bacco, in un clima celebrativo gioioso e spensierato, come “ora horrenda”.
Dai ritrovamenti archeologici sappiamo che nell'esercito romano erano in uso delle maschere facciali da parata; le maschere erano di metallo e avevano dei fori per occhi, naso e bocca. 
Tuttavia il rapporto fra maschera e morte si accentua nuovamente nel mondo ellenistico e all'interno dei culti misterici romani.
La maschera di Sileno, ad esempio, diviene uno dei simboli per eccellenza della morte iniziatica (cfr. affreschi della Villa dei Misteri a Pompei); all'interno del contesto greco-romano possiamo così ritrovare l'interrelazione fra sacro e profano, attuata per mezzo dell'uso teatrale della maschera.

### Medioevo
Nella Venezia del medioevo, durante le pestilenze, i medici erano soliti indossare una maschera il cui lungo naso veniva riempito di spezie a un doppio scopo: in primo luogo coprire i miasmi emanati dai corpi degli appestati e secondariamente offrire una difesa, seppur debole, dal contagio per l'inalazione dell'aria. Tale oggetto viene appunto definito "maschera dello speziale".

## Funzioni della maschera

### Uso religioso

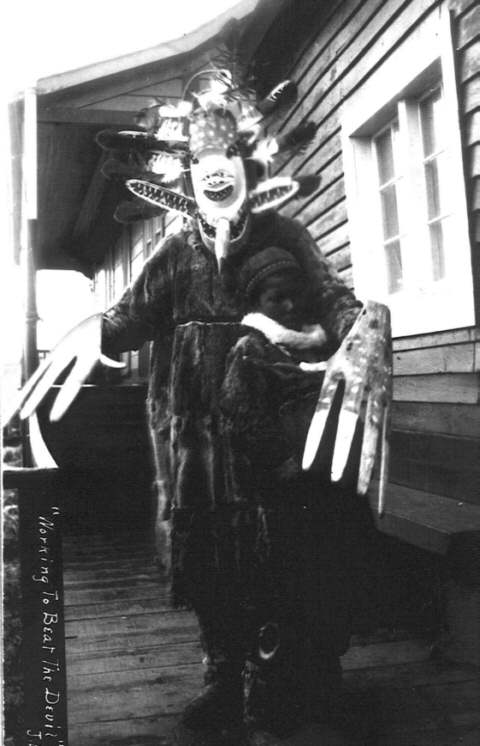
Uno sciamano mascherato effettua un rituale di esorcismo degli spiriti maligni per curare un ragazzo ammalato, Alaska, 1890 circa

Comune a innumerevoli popolazioni era l'utilizzo di tale simbolo sin dall'età arcaica, raramente sostituito, ma spesso affiancato da pitture corporali, tatuaggi o scarificazioni. Esso si configura come un efficace mezzo di comunicazione tra gli uomini e le divinità, essendo uno strumento che permette di alienarsi dalle convenzioni spazio-temporali, al fine di proiettarsi all'interno di un mondo ‘altro’, divino, rituale, mistico. Colui che indossa la maschera perde la propria identità per assumere quella dall'oggetto rituale rappresentata.
Durante il Paleolitico Superiore, come testimoniato da alcune pitture rupestri in Francia, nel Sahara e nell'Africa meridionale, le maschere furono associate a pratiche di magia omeopatica all'interno di danze antecedenti la caccia. Frequente è anche l'accostamento della maschera a riti guerrieri o ancor più a pratiche funerarie.
Nell'antica Africa venivano usate maschere per nascondere il volto e rappresentare il Dio. Le maschere africane in casa, per superstizione, si accaniscono contro una persona con disgrazie malanni che la possono portare sino alla morte.

### Uso funerario
Un esempio significativo dell'uso funerario della maschera è presente presso la civiltà Egizia (cfr. pratica dell'imbalsamazione), dove l'utilizzo di tali oggetti è attestato a partire dall'Antico regno, sino all'Epoca Romana (I secolo d.C.). Le maschere funerarie compaiono anche nelle tombe regali Micenee (cfr. tomba di Agamennone) ed attraverso i fenici si diffondono nelle zone occidentali d'influenza punica. Nella Grecia arcaica e classica, la maschera non conserva la sua più diretta funzione funeraria, non viene più deposta sul volto del cadavere, ma resta pur sempre legata alla sfera della morte, dell'ira degli dei (maschere rituali di divinità nel loro aspetto irato, esibite dai sacerdoti, in particolare durante rituali misterici) o della natura selvaggia. In questa tipologia di impiego è spesso uno strumento di comunicazione con lo spirito del defunto per evitare che questi nuocia ai congiunti.

### Uso culturale

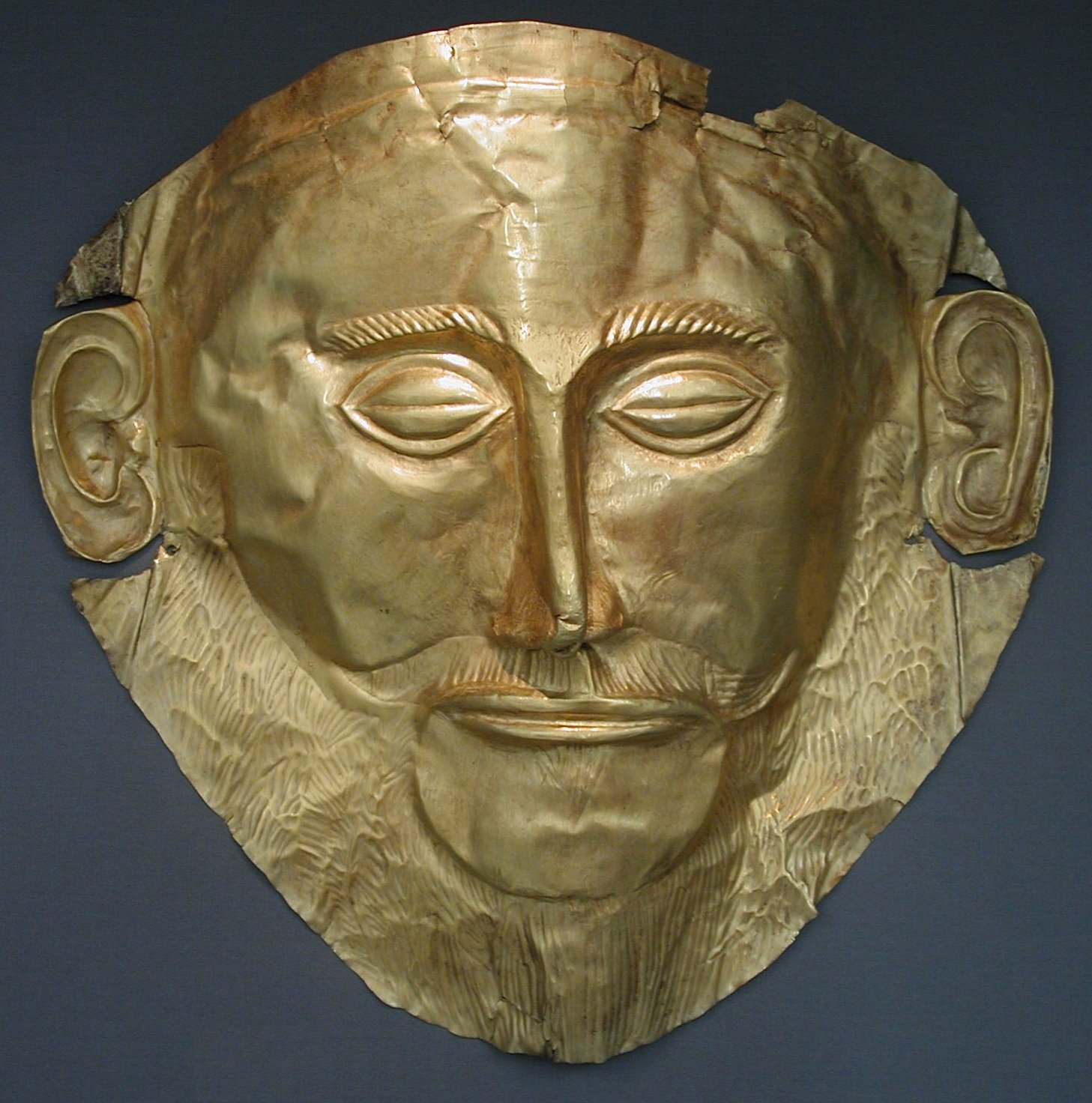
Maschera mortuaria di Agamennone

Nel mondo greco, sin dal VI sec. (Megara Hyblea) le maschere sono utilizzate nel teatro attico e nei teatri di Atene e di tutte le regioni. Sono state realizzate in materiali deperibili e non sono giunte a noi.
Riproduzioni di esse, ma di dimensioni inferiori sono attestate in terracotta e sono state trovate sia in Grecia (soprattutto Atene), che in Magna Grecia, in Sicilia, in Etruria e nell'Italia centrale) insieme a statuette comiche. Sono state trovate in scavi, sia in aree di abitato (Adrano (CT) Lipari (ME), Siracusa), che in necropoli, in alcuni corredi di tombe o in aree che raccolgono corredi di tombe dismesse o destinate a riti. La maschera associata ad altri manufatti fittili e pittorici è particolarmente frequente nei rinvenimenti di fine IV sec. a.C. di Lipari (ME) dove è probabilmente un simbolo della partecipazione della comunità e di suoi singoli esponenti (infanti o giovani) alla comunità culturale e rituale. Non sembra che necessariamente questo rinvii a profonde adesioni alla religiosità dei misteri dionisiaci, ma rappresenti una autorappresentazione dei defunti come esponenti di un mondo in cui è viva e significativa la conoscenza di testi, di miti e di tradizioni espressi in lingua greca.

#### Uso nel teatro

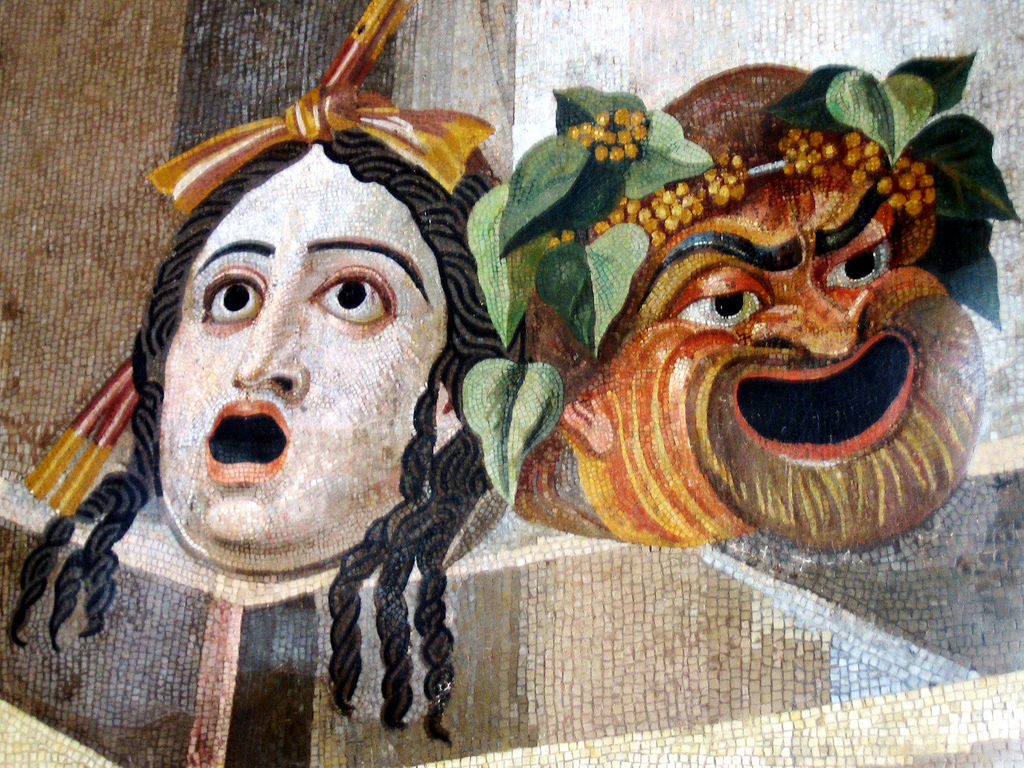
Raffigurazione di maschere tragicomiche del teatro romano antico

Nel teatro greco le maschere avevano la doppia funzione di caratterizzare il personaggio e di fungere da cassa di risonanza sonora per amplificare la voce e rendere più udibili i dialoghi.
Il teatro osco, una forma di teatro diffuso nel centro Italia prima della conquista romana usava caratteri fissi per i personaggi rappresentati da maschere. La commedia dell'arte (comédie italienne) fa uso di maschere che si estendono, diventano costumi e ricoprono tutto il corpo.
L'uso di maschere è adottato nelle forme di teatro tradizionale di tutto il mondo.

## Maschere funzionali
Le maschere sono anche come pezzi di kit associati a funzioni pratiche, solitamente protettive.
Alcune maschere sono utilizzate per scopi medici:
- Maschera per ossigeno, un pezzo di attrezzatura medica che aiuta la respirazione.
- Maschera chirurgica, che aiuta a proteggere sia il chirurgo che il paziente dall'infezione reciproca tramite starnuti.
- Maschera laringea.

Maschere per offrire protezione a chi le indossa:
- Maschera respiratoria, per la fornitura di aria.
- Maschera antipolvere, per il filtraggio di aria esterna.
- Maschera filtrante, un dispositivo di sicurezza.
- Cappuccio antifumo.
- Maschera antigas.
- Mascherina in tessuto.
- Passamontagna, per proteggere il viso dall'aria fredda.

Maschere protettive negli sport:
- Autorespiratore, indossata da piloti di alta quota.
- Maschera da baseball, indossata dai ricevitori.
- Maschera subacquea, un elemento dell'attrezzatura subacquea che consente ai subacquei, agli apneisti e agli amanti dello snorkeling di vedere chiaramente sott'acqua.

Altre maschere sono talvolta utilizzate per evitare il riconoscimento o per punire chi le indossa segnalando la propria umiliazione o causando sofferenza diretta:
- Mordacchia, particolarmente scomoda e adatta per l'umiliazione, la punizione corporale o la tortura.

## Concezione antropologica

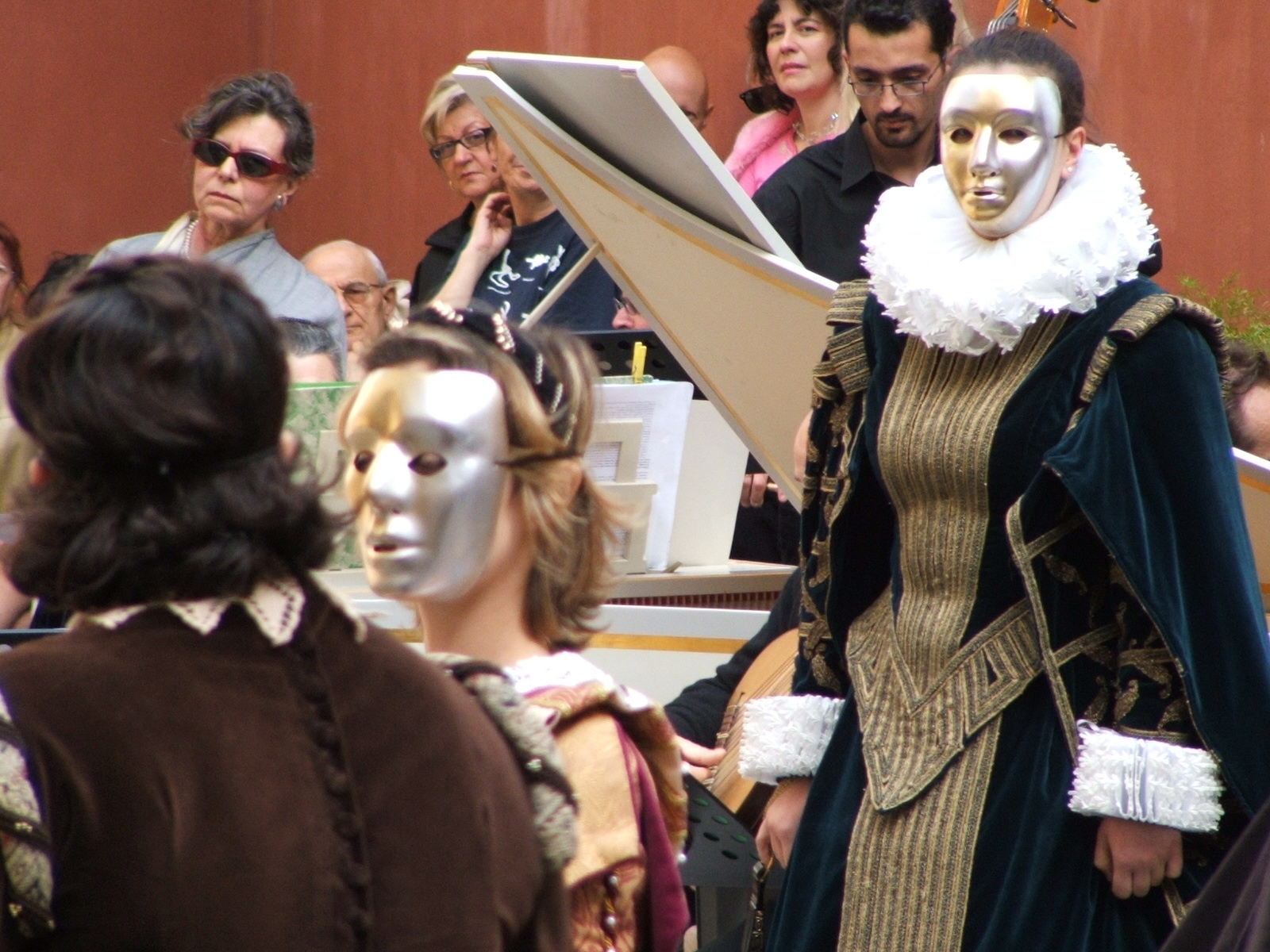
L'uso di maschere è contemplato
anche in rappresentazioni musicali dell'epoca barocca

Importante è sottolineare brevemente come le numerose ricerche etnoantropologiche hanno distinto le differenti funzioni della maschera all'interno delle varie aree continentali: in linea molto generale, la maschera è strumento con cui captare la forza soprannaturale degli spiriti e appropriarsene, utilizzandola a beneficio della comunità.
Spesso è associata al culto degli antenati. Il soggetto umano o animale è il più diffuso; essa deve comunque assomigliare allo spirito sul quale si desidera agire, nascondendo colui che la indossa.
Tuttavia la maschera non è un travestimento con il quale si cerca di nascondere la propria identità personale: l'uomo mascherato non vuole farsi passare per una divinità, ma è la divinità stessa che lo possiede.

## Concezione psicologica

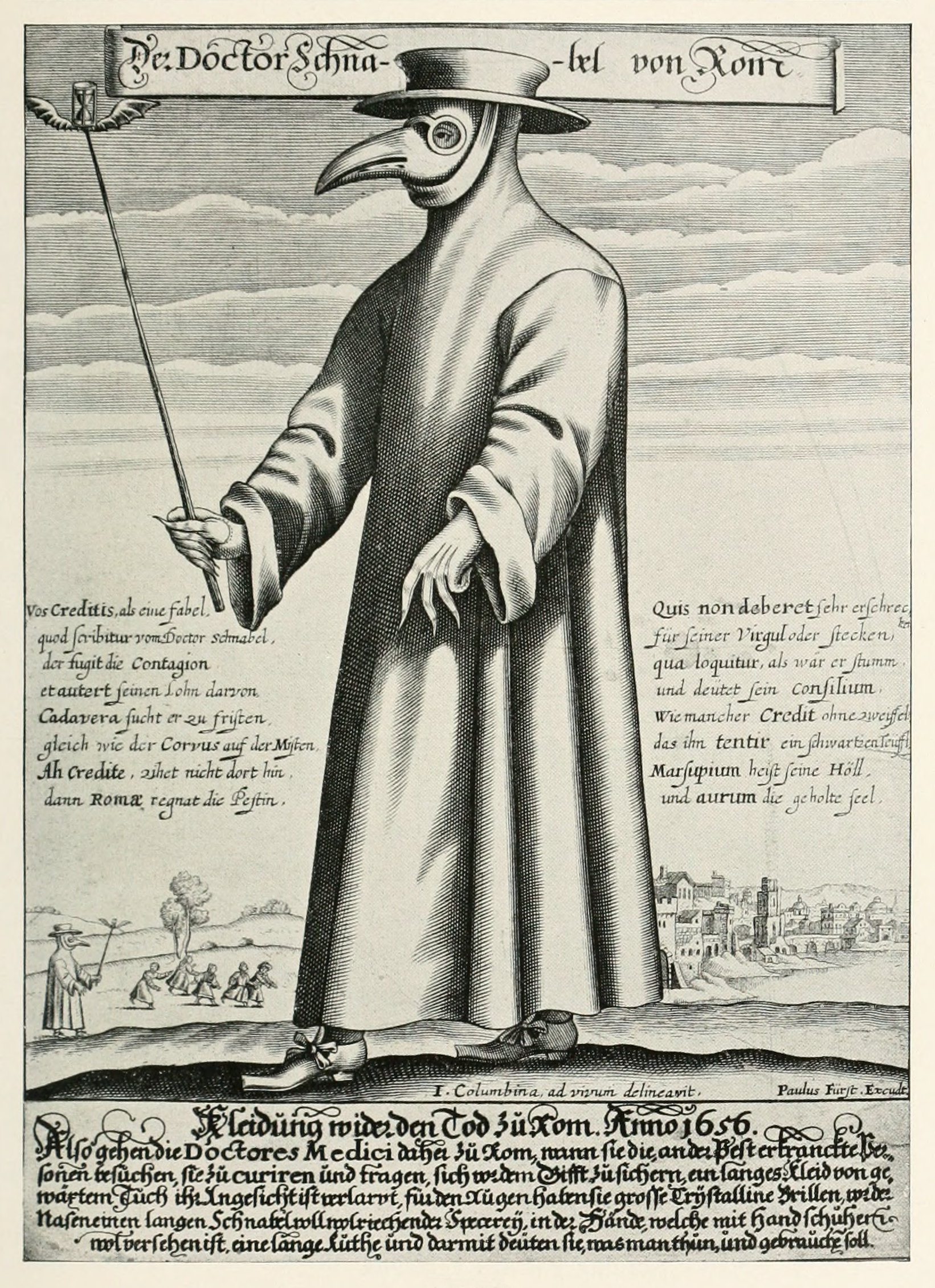
L'abito del medico della peste.

In psicologia indossare una maschera è una metafora per distinguere i tipi di atteggiamenti tenuti nelle diverse situazioni della vita (ad esempio non mi atteggio con il mio direttore come faccio con il/la mio/a compagno/a), quindi si può indossare la maschera dell'impiegato, come quella del burlone o del marito e ognuna in realtà non maschera nulla, ma permette di mostrare un lato della propria personalità. Infatti noi non siamo solo amici, compagni, lavoratori, politicamente schierati ecc. ecc. ma siamo l'essenza che interpreta tutti questi ruoli.